# Bataille de Lima Site 85
Guerre du Viêt Nam
Batailles

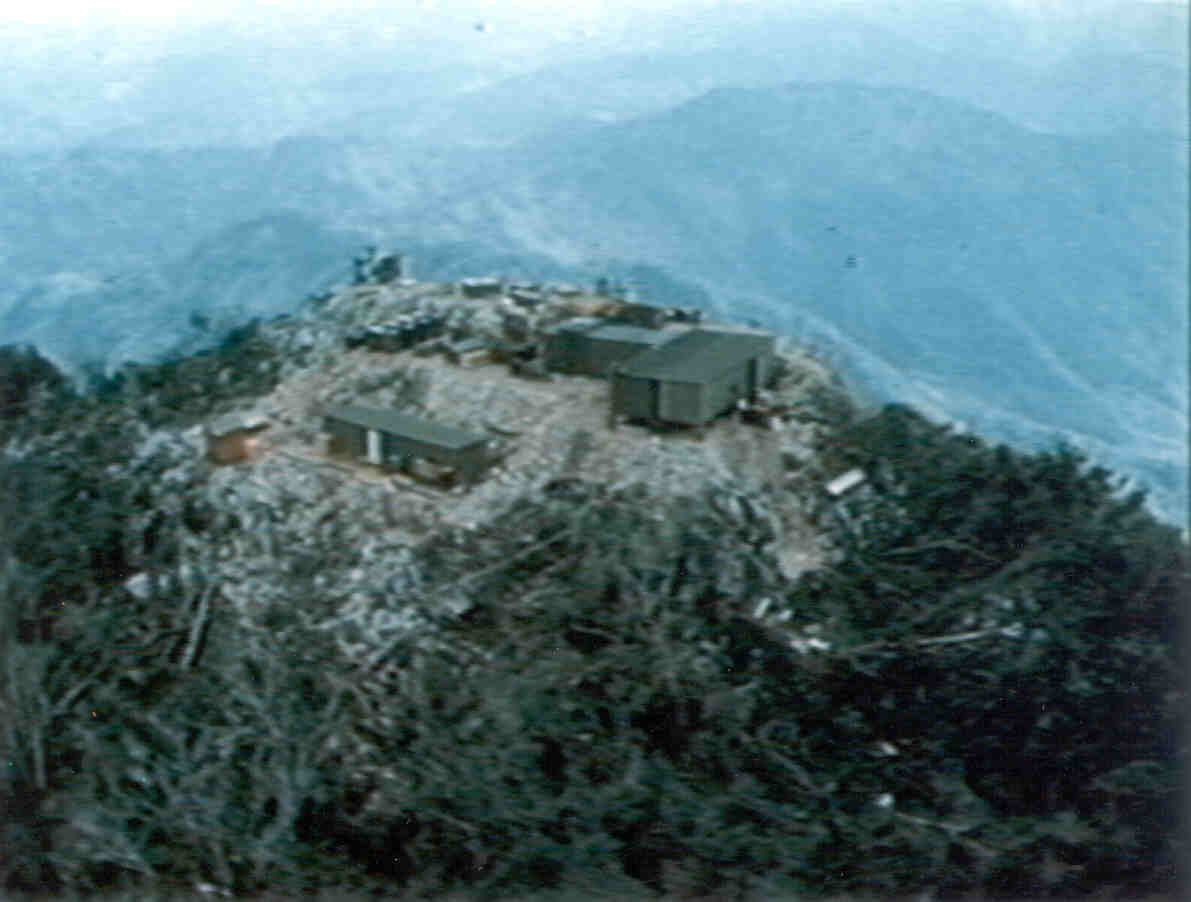
La base radar Lima Site 85, au sommet du piton Phou Pha Thi (1700 m d’altitude), au nord-Laos. En haut à gauche, l'émetteur TACAN, au-dessus de ses générateurs cylindriques (fin 1967-début 1968).

Victoire remportée par le Nord-Vietnam sur les États-Unis, la bataille de Lima Site 85 (ou bataille de Phou Pha Thi), a eu lieu le 10 mars 1968 lors d'une campagne militaire menée pendant la guerre du Vietnam et la guerre civile laotienne : l'Armée populaire vietnamienne et le Pathet Lao détruisent une base stratégique ennemie isolée, située au sommet d'un piton rocheux, au nord du royaume du Laos (province de Houaphan), près de la frontière avec le Nord-Vietnam.

## Historique
L‘United States Air Force 1st Combat Evaluation Group et la CIA avaient discrètement implanté au sommet d’un piton, à 1 700 m d’altitude, un système TACAN (amélioré ultérieurement en AN/TSQ-81) qui permettait le guidage des bombardements sur le Nord-Vietnam et la Piste Hô Chi Minh par tout temps, et de nuit comme de jour. Une piste de 700 m de long avait été construite au bas de la falaise et permettait la desserte de la base et la relève des personnels.
Quelques attaques de test et harcèlements ont d'abord lieu contre le site défendu par l'Armée royale laotienne et l'Armée clandestine H'Mong (mise sur pied par la CIA). Le 12 janvier 1968, quatre biplans Antonov An-2 Annushka procèdent à un bombardement artisanal du site en larguant des obus de mortier de 120 mm et tirant des roquettes de 57 mm. Un est abattu par un garde thaïlandais qui a vidé son chargeur d'AK-47. Ils sont ensuite pourchassés par un hélicoptère de la compagnie Air America dont le passager armé d'un fusil AK-47 qui en abat deux.
Puis, le 10 mars 1968, la piste et la base sont submergés par les Nord-Vietnamiens (41e Bataillon des Forces spéciales, appuyé par le 766e Régiment nord-vietnamien) et le Pathet Lao (un bataillon).
Treize « techniciens » américains sont tués ainsi que 42 Thaïs et Laotiens, et 1 Nord-Vietnamien.
Une controverse sur les causes de la mort au sol d’un nombre élevé d’aviateurs américains alors que l’approche ennemie était connue a eu lieu aux États-Unis. Les causes semblent avoir été le besoin pour les États-Unis de poursuivre à tout prix les bombardements durant la campagne 1968 menée par le Nord-Vietnam : Offensive du Tết (et ses suites), siège de la base de Khe Sanh.